# Allotinus eretria
Allotinus eretria är en fjärilsart som beskrevs av Hans Fruhstorfer 1915. Allotinus eretria ingår i släktet Allotinus och familjen juvelvingar. Inga underarter finns listade i Catalogue of Life.